# Liste der Naturdenkmale in Lahntal
Die Liste der Naturdenkmale in Lahntal nennt die im Gebiet der Gemeinde Lahntal im Landkreis Marburg-Biedenkopf in Hessen gelegenen Naturdenkmale.
| Bild            | Bezeichnung                  | Ortsteil, Lage                                | Beschreibung | Art        | Nr.     |
| --------------- | ---------------------------- | --------------------------------------------- | --- | ---------- | ------- |
| BW              | Winterlinde                  | Brungershausen 50° 52′ 1,6″ N, 8° 37′ 56,9″ O | Etwa 100 bis 200 Jahre alter, mehrstämmiger Baum an der Brücke des Warzen-Baches am westlichen Ortsausgang. Die 26 m hohe Linde hat einen Umfang von 7,5 m. | Einzelbaum | 287     |
| BW              | Eiche                        | Brungershausen 50° 52′ 34″ N, 8° 37′ 52″ O    | Etwa 300 Jahre alter, 31 m hoher Baum mit einem Umfang von 4,35 m. Standort am Waldrand ca. 40 m nördlich des ehemaligen Forsthauses Hauwald.               | Einzelbaum | 288     |
| BW              | Kieferngruppe                | Goßfelden 50° 52′ 26,7″ N, 8° 44′ 19,9″ O     | Gruppe aus 24 Kiefern, 8 Schwarzkiefern und 5 Fichten ca. 400 m nördlich des Ortes in der Feldmark rechts der Straße von Goßfelden nach Wetter.             | Baumgruppe | 290     |
| BW              | Sommerlinde                  | Goßfelden 50° 51′ 52,2″ N, 8° 44′ 26,8″ O     | Unweit der Lahnbrücke im Ort. | Einzelbaum | 291     |
| BW              | Traubeneiche                 | Sterzhausen 50° 52′ 55,7″ N, 8° 41′ 13,6″ O   | Einzelbaum unweit eines Weges im Wald. | Einzelbaum |         |
| Fotos hochladen | Stieleiche                   | Sterzhausen 50° 52′ 13,3″ N, 8° 41′ 17,2″ O   | Am Waldrand in der Nähe des Forsthauses. | Einzelbaum |         |
| BW              | Friedenslinde Caldern        | Caldern 50° 50′ 37,8″ N, 8° 39′ 39,9″ O       | | Einzelbaum | 534.810 |
| BW              | Kaiser-Wilhelm-Linde Caldern | Caldern 50° 50′ 37,2″ N, 8° 39′ 35,8″ O       | | Einzelbaum | 534.811 |

## Belege
1. ↑  
Naturdenkmale in Hessen. (pdf; 405 kB) Anlage zu Kleine Anfrage der Abg. Ursula Hammann (BÜNDNIS 90/DIE GRÜNEN) vom 15.04.2011 betreffend Biotopverbund Teil 2 und Antwort der Ministerin für Umwelt, Energie, Landwirtschaft und Verbraucherschutz. Hessischer Landtag, 22. Juni 2011, S. 90–102, abgerufen am 4. Februar 2016.
2. ↑  Verordnung über „16 Einzelbäume und Baumgruppen“ als Naturdenkmale vom 15.01.2023. Landkreis Marburg-Biedenkopf, 15. Januar 2023, abgerufen am 11. März 2023.
3. ↑  Verordnung über „16 Einzelbäume und Baumgruppen“ als Naturdenkmale vom 15.01.2023. Landkreis Marburg-Biedenkopf, 15. Januar 2023, abgerufen am 11. März 2023.

- Karte mit allen Koordinaten:
- OSM |
- WikiMap